# فيتلوغا
فيتلوغا (بالروسية: Ветлуга) هي إحدى مدن روسيا في الكيان الفدرالي الروسي نيزني نوفغورود أوبلاست.